# Équipe du Zimbabwe de rugby à sept
L'équipe du Zimbabwe de rugby à sept est l'équipe qui représente le Zimbabwe dans les principales compétitions internationales de rugby à sept au sein des World Rugby Sevens Series.

## Histoire
Le Zimbabwe est régulièrement invité en tant que seizième équipe aux étapes des Sevens Series, notamment celles du tournoi d'Afrique du Sud se déroulant dans le pays voisin.
En tant que champion d'Afrique 2018, l'équipe est automatiquement invitée aux épreuves de Dubaï et d'Afrique du Sud des séries mondiales 2018-2019.

## Palmarès
- Championnat d'Afrique de rugby à sept :
  - Champion : 2018.
  - Finaliste : 2008, 2013, 2015, 2017 et 2022.
  - Troisième : 2014 et 2019.
- Jeux africains
  - Finaliste : 2023
- Coupe du monde de rugby à sept :
  - Vainqueur du Bowl : 2009.
- World Rugby Sevens Series :
  - Tournoi de Dubaï de rugby à sept :
    - Vainqueur du Shield : 2007.

  - Tournoi d'Afrique du Sud de rugby à sept :
    - Vainqueur du Shield : 2008, 2010, 2011.